# St. Athanasius von Muzaka
Die St.-Athanasius-von-Muzaka-Kirche (griechisch Άγιος Αθανάσιος του Μουζάκη) ist eine griechisch-orthodoxe Kirche in Kastoria, Westmakedonien in Griechenland, die nach der Besitzerinschrift an der Westwand in den Jahren 1383/84 von den Brüdern Theodor II. (Sebastokrator des Gebietes von Musakja (Myzeqeja) mit der Stadt Berat) und Stoya (Herr der Landschaft Kastoria mit allen Städten und Domänen) aus der albanischen begüterten Adelsfamilie Muzaka und dem Mönch Dionysius erbaut wurde.

## Beschreibung
Die kleine St.-Athanasius-von-Muzaka-Kirche unweit des Kastoria-Sees ist eines der wichtigsten byzantinischen Denkmäler der Region und wurde in einer für die Stadt Kastoria recht kritischen Zeit erbaut.
Theodor II. Muzakas Vater Andrea II. Muzaka gelang es 1371 in der Schlacht an der Mariza die Stadt Kastoria am Pindos dem serbischen Prätendenten Marko Kraljević abzunehmen. Für diesen Sieg erhielt Andrea II. 1372 vom byzantinischen Kaiser Johannes V. die Investitur von Kastoria. Theodor III. war der letzte Herrscher der Stadt vor der osmanischen Eroberung im Jahr 1385.
Die Architektur des Gebäudes ist recht einfach und gehört zu der Art der einschiffigen Basiliken mit einer halbrunden Apsis im Osten. Der Narthex im Westen stammt von einer späteren Zeit.
Außer den blinden Bögen an der Nord-, Süd- und Westseite hat die äußerliche Ansicht des Kirchengebäudes einen geringen ästhetischen Wert. Das Mauerwerk besteht aus unregelmäßigen, mit Schlamm verklebten Steinen. Das Dach aus Holz wurde in den 1950er Jahren ersetzt und behielt nur einige Elemente aus dem Originalbau.
Die zahlreichen Fresken, die sich im Innenraum befinden, stammen aus der Zeit des Kirchenbaus (1383/84) und umfassen sowohl die Szenen aus dem Leben Christi und aus seiner Passion, als auch individuelle Formen von Heiligen, unter denen die örtlichen und besonders die militärischen Heiligen einen besonderen Platz einnehmen.

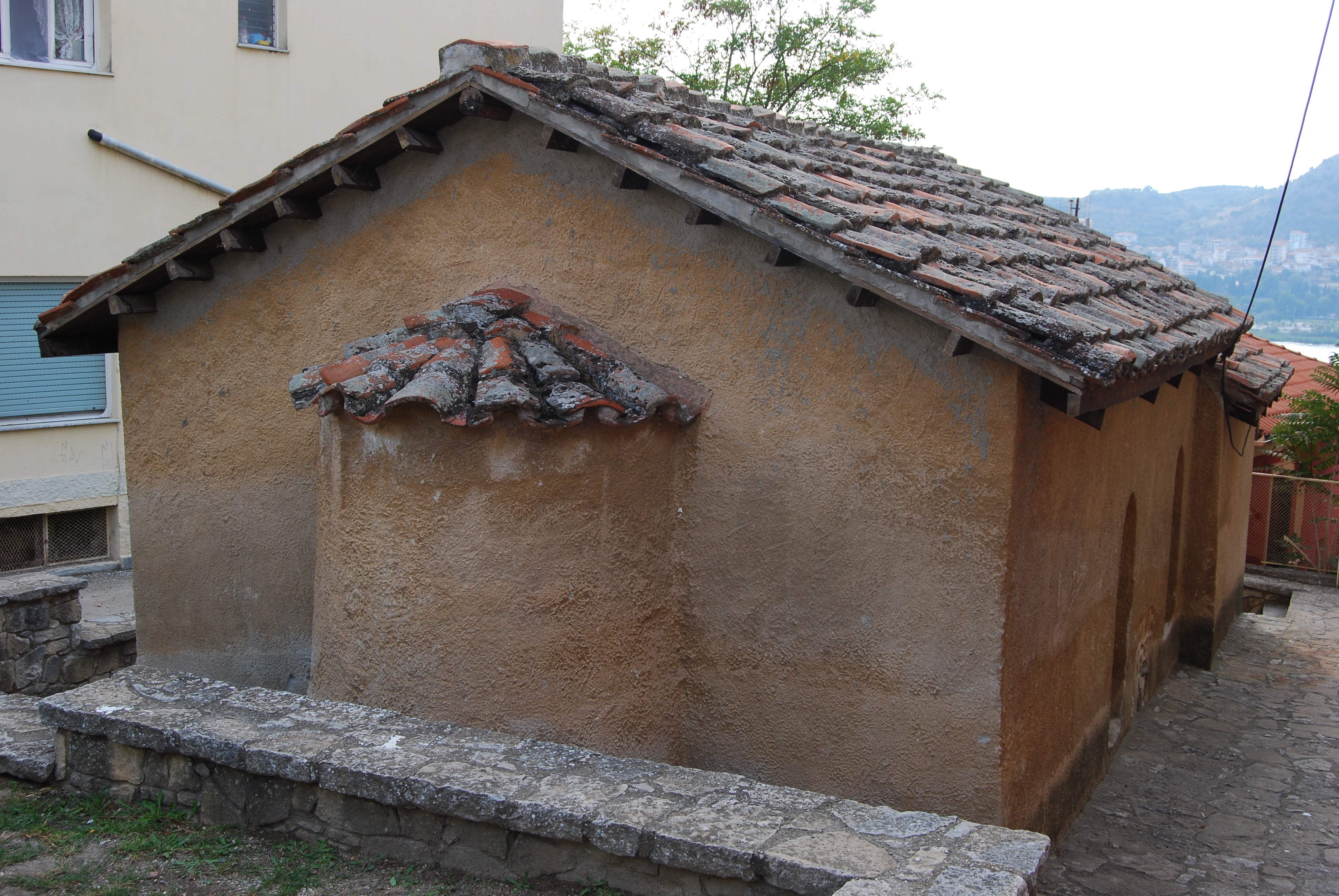
Die Apsis im Osten
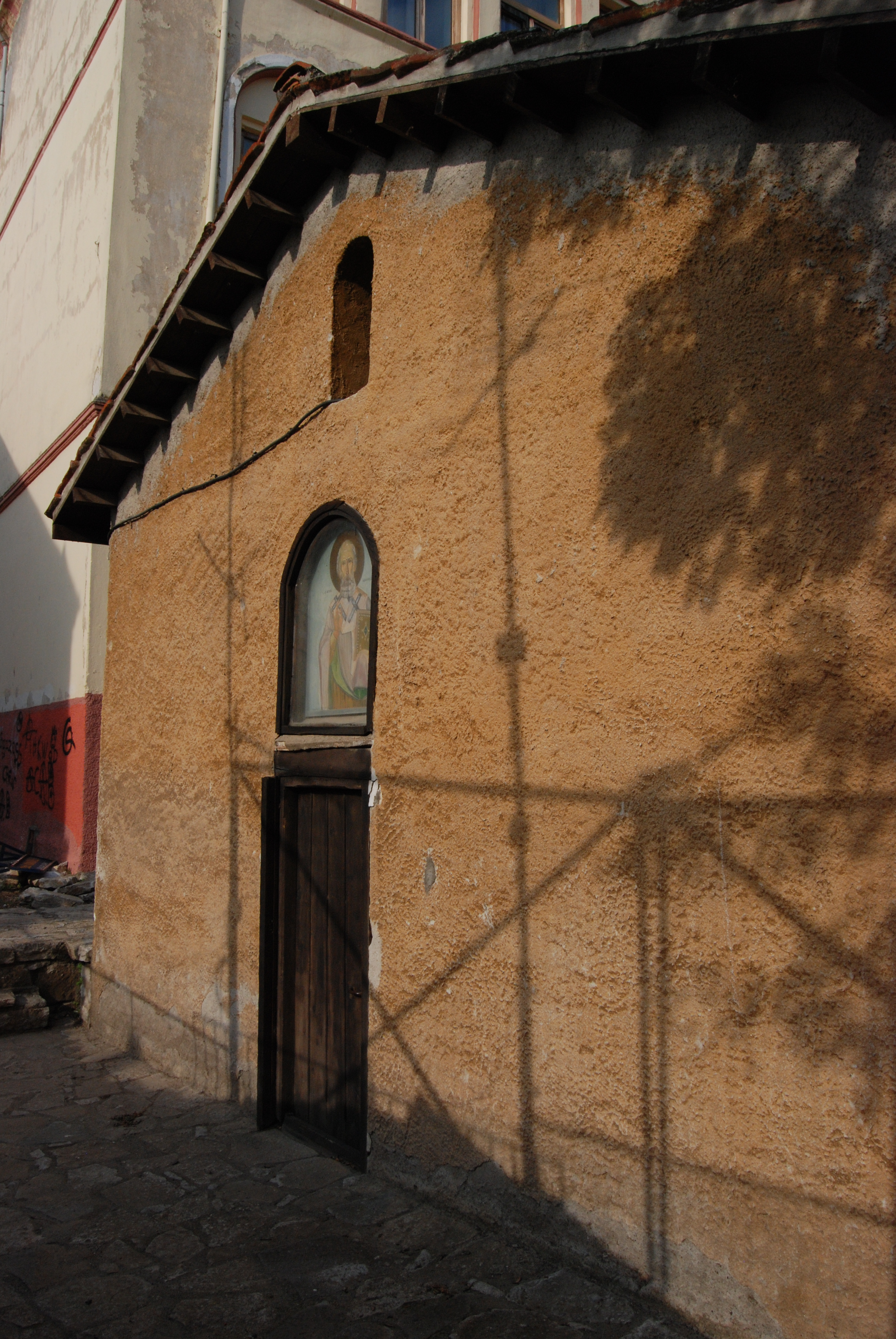
Westfassade
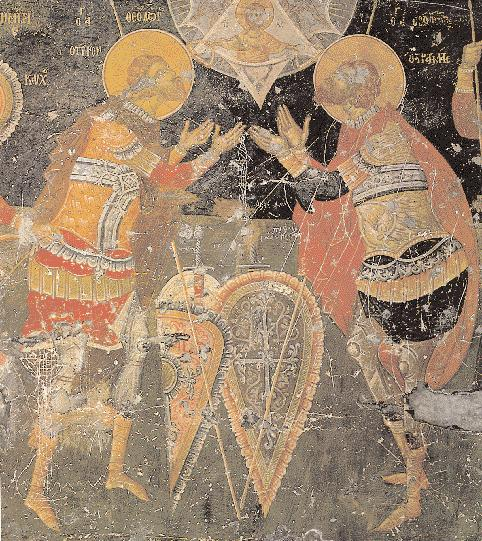
Fresko des Heiligen Todor
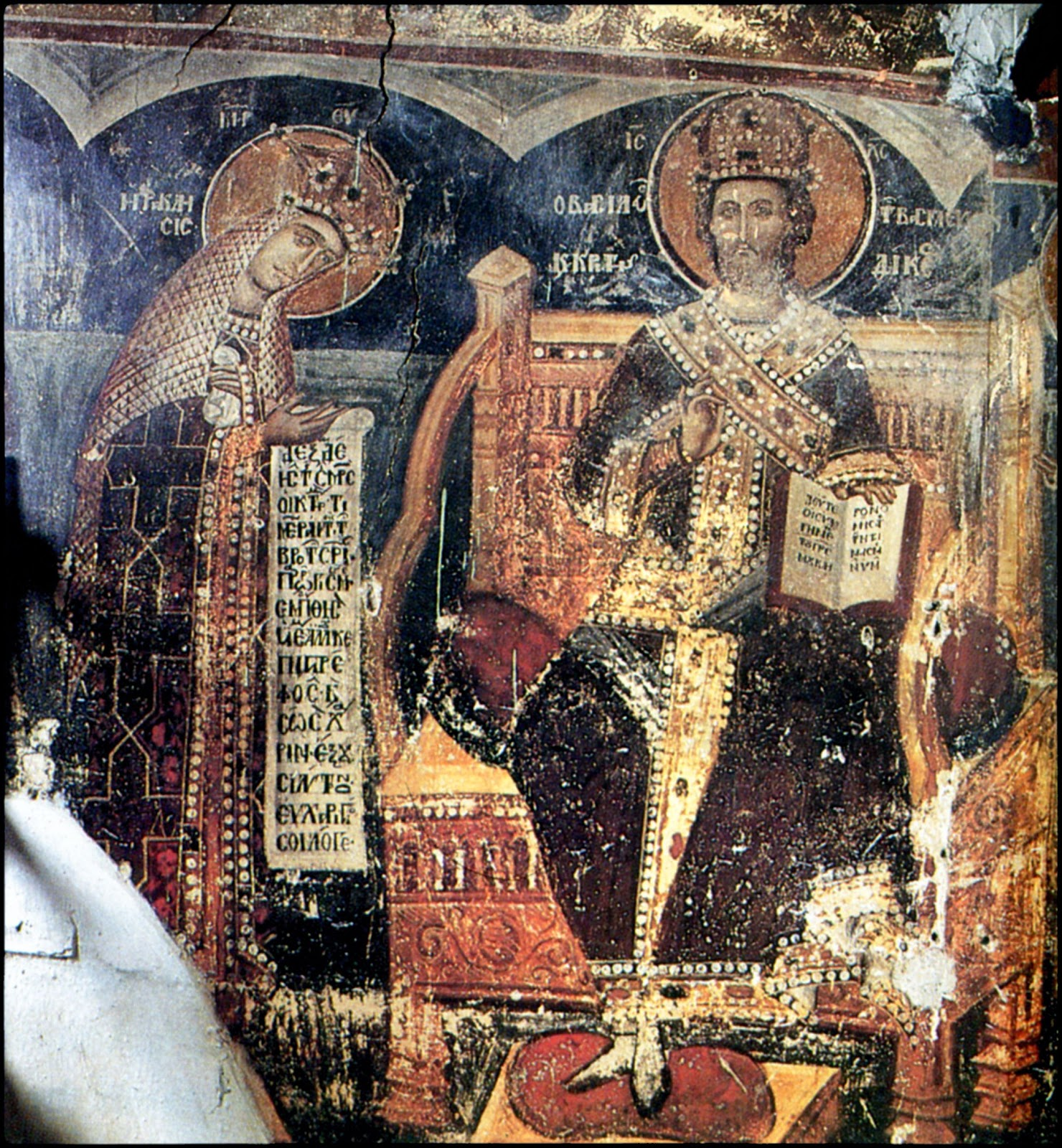
Die Gottesgebärerin als Basílissa, die Fürbitterin mit ihrem Sohn Jesus Christus